# موكتوك
المُكتوك أو المَكتاغ هو وجبة تقليدية لدى شعوب إنويت\الإسكيمو وشعب تشوكتشي، تحضر من جلد ودهن الحوت المجمد.

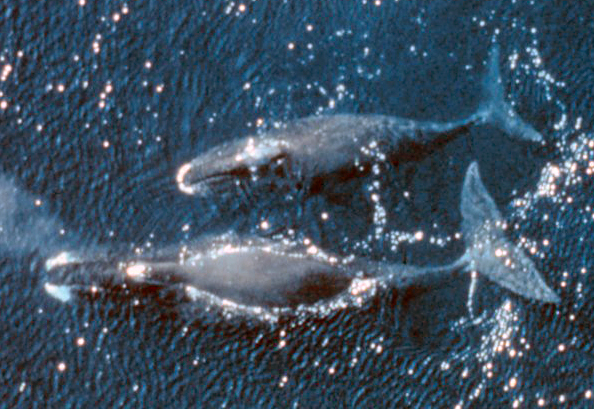
حوت مقوّس الرأس يستخدم لوجبة المُكتوك

يُصنع المُكتوك عادةً من جلد ودهن الحوت مقوس الرأس، كما يستخدم الحوت الأبيض وحريش البحر أيضاً. يؤكل المُكتوك نيئاً، أما اليوم فيقدّم مقطعاً إلى مكعبات ناعمة أو مخبوزاً أو مقلياً قلياً عميقاً أو مع صلصة الصويا. يمكن يمكن أن يصنع منه مخللاً.
عندما يمضع نيئاً، يصبح الدهن زيتي القوام بطعم شبيه بنكهة الجوز؛ أما الجلد فيكون مطاطياً ما لم يقطع إلى مكعبات.

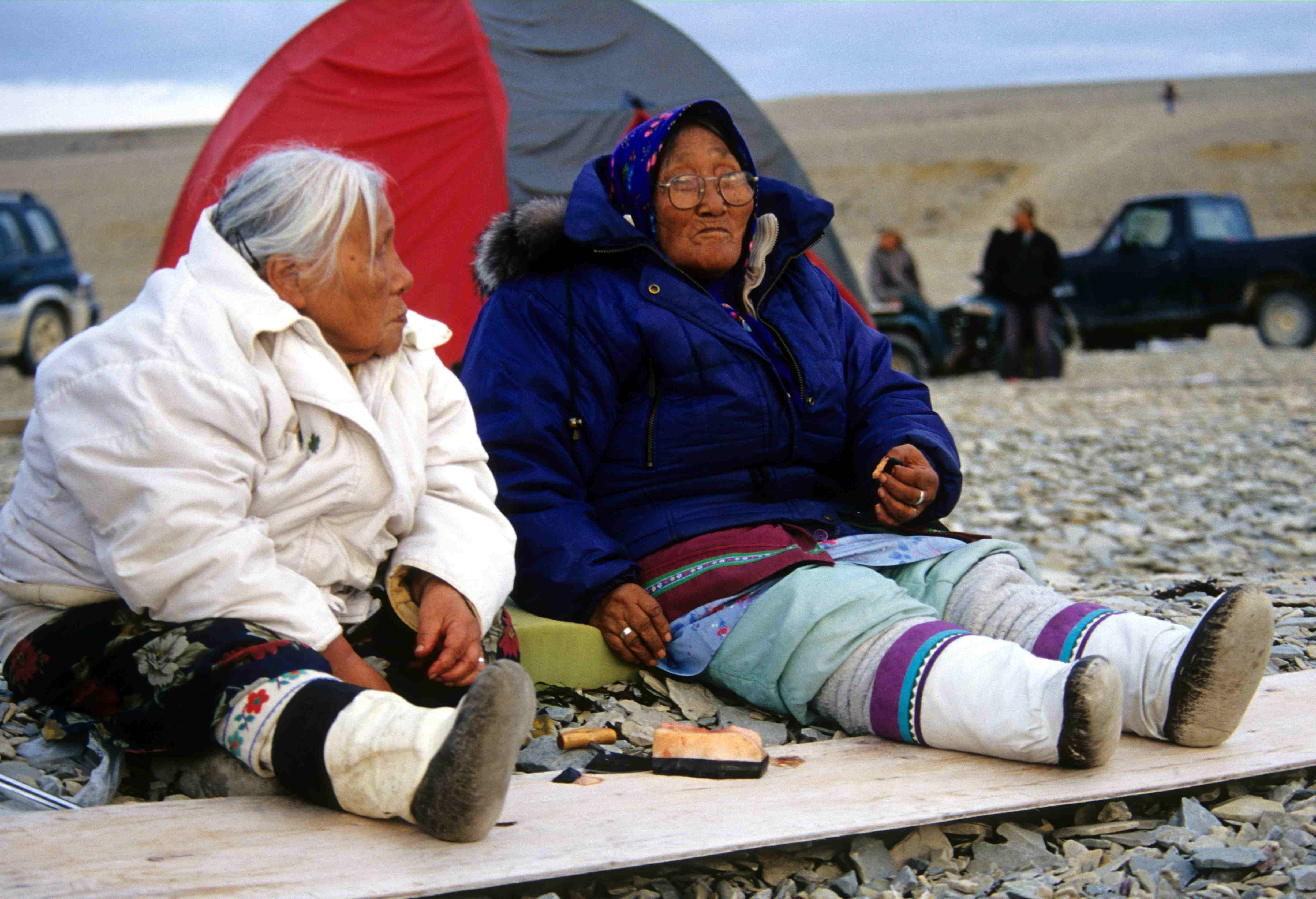
بعض كبار السن يتقاسمون المَكتاغ، 2002

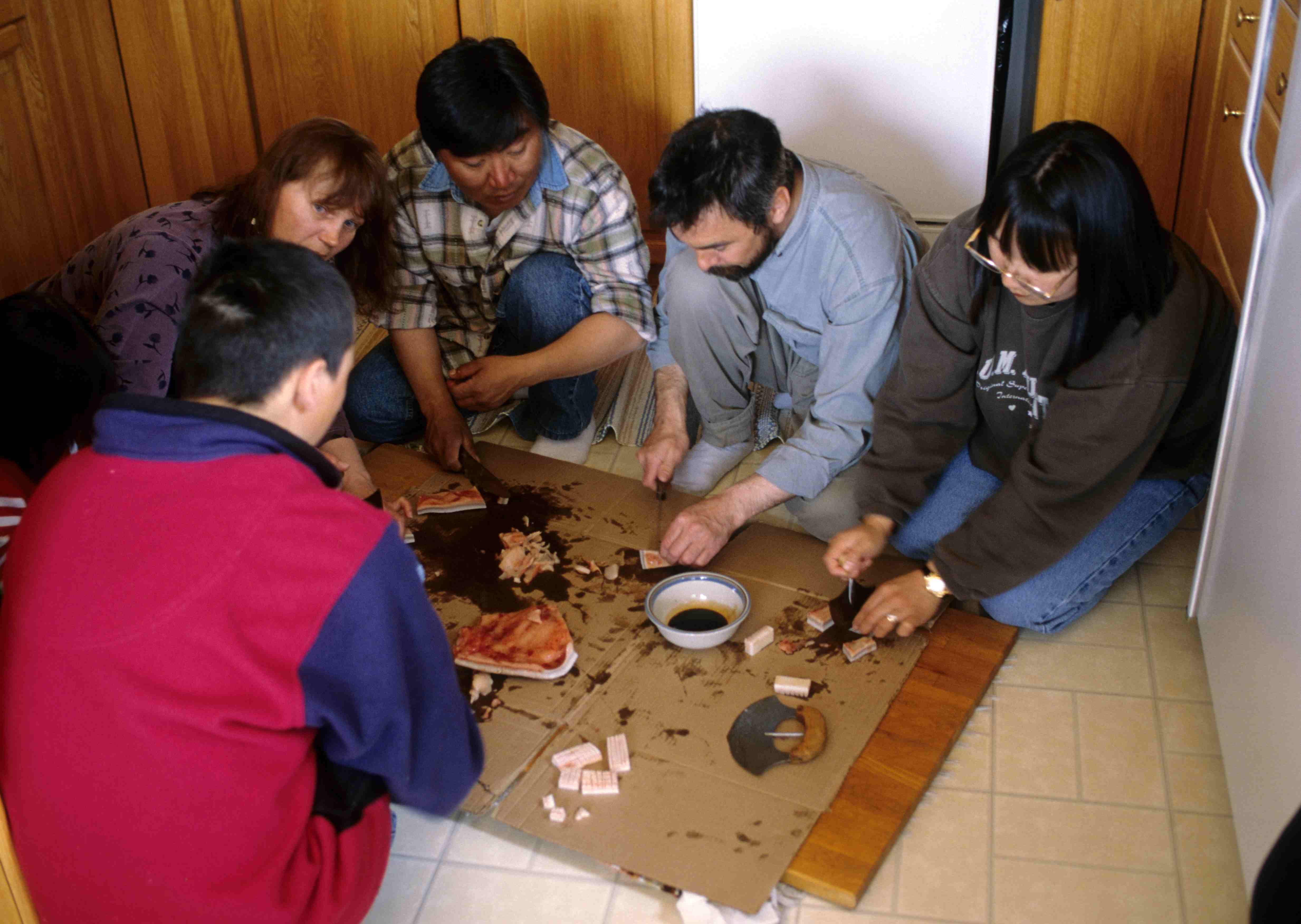
مجموعة من الأشخاص يأكلن المُكتوك 1997

وجد أن المُكتوك مصدرٌ جيد لفيتامين ج، ويحتوي على 38 ملغ\100 غرام. كما يعتبر دهن الحوت مصدر لفيتامين دي. يحتوي أيضاً على ثنائي الفينيل متعدد الكلور ومواد مسرطنة قد تضر بالجهاز العصبي والمناعي والتناسلي، وتنشأ من مصادر صناعية يتركز وجودها في شبكة الأغذية البحرية.